# 維什涅韋 (多林斯卡區)
48°3′54″N 32°47′15″E / 48.06500°N 32.78750°E
維什涅韋（烏克蘭語：Вишневе），是烏克蘭中部的村莊，隸屬基洛夫格勒州的克羅皮夫尼茨基區。該村始建於1888年，面積0.45平方公里，海拔高度166米，2001年人口114，人口密度每平方公里252.2人。